# Награды и номинации Эммилу Харрис
Американская певица Эммилу Харрис имеет 14 наград «Грэмми», три CMA Awards, две ACM Awards, четыре Americana Music Honors & Awards и четыре IBMA Awards, а также является лауреатом Polar Music Prize, Billboard Century Award и других американских и европейских музыкальных и гуманитарных премий. Помимо этого, артистка принята в члены Grand Ole Opry, посвящена в Зал славы кантри и входит в составленные журналом Rolling Stone списки «100 величайших кантри-артистов всех времён» и «200 величайших вокалистов всех времён».

## Обзор
Будучи сперва чуждым Нэшвиллу представителем калифорнийского кантри-рока, певица впечатлила местных консерваторов уважением к традициям кантри, исполнив песню The Louvin Brothers «If I Could Only Win Your Love» на своём дебютном лонгплее Pieces of the Sky (1975). За этот трек она впервые номинировалась на «Грэмми». Победу же ей обеспечил второй альбом — Elite Hotel (1975), записанный с её новообразованной группой The Hot Band. Артистка вновь получила граммофонную статуэтку, выпустив ещё более традиционный кантри-проект Blue Kentucky Girl (1979). Её первой наградой CMA Awards стало звание «Вокалистка года» за акустическую блюграсс-пластинку Roses in the Snow (1980). На следующий год софт-роковый дуэт с Роем Орбисоном «That Lovin’ You Feelin’ Again» принёс ей третью «Грэмми».
Благодаря синглу «In My Dreams» с пластинки White Shoes (1983), названной критиками рок-альбомом Харрис, певица получила свою четвёртую награду Академии звукозаписи. Созданный вместе с Долли Партон и Линдой Ронстадт проект Trio (1987), обеспечил артистке очередную граммофонную статуэтку. Этот же релиз чествовался как «Альбом года» на церемонии ACM Awards и «Вокальное событие года» на CMA Awards. В 1992 году Харрис удостоилась одной из высших почестей для кантри-артиста — членства в Grand Ole Opry. Старинная институция отметила, что певица изменила образ и роль женщины в кантри и стала одной из немногих, если не единственной, кто настолько успешно сочетал этот жанр с рок-н-роллом и фолком. Непосредственно приём в члены осуществил Рой Экафф. Годом позже акустический концертник At the Ryman принёс Харрис шестую «Грэмми». По состоянию на середину 1990-х, она имела этих наград больше, чем любая другая кантри-певица в истории.
Порвав затем с кантри-индустрией, артистка выпустила экспериментальный альбом Wrecking Ball (1995), принёсший ей очередную «Грэмми», но теперь уже в фолк-, а не кантри-категории. Песня «Same Old Train», записанная в 1998 году с другими звёздами кантри тоже удостоилась граммофонной статуэтки. Присуждая Харрис годом позже свою высшую награду за творческие достижения, Century Award, журнал Billboard устами музыкального критика Чета Флиппо описал её как артиста, лидера индустрии, автора песен, музыковеда, бэнд-лидера и ментора на Мьюзик-Роу, на десятилетия установившего в кантри стандарт аутентичности и инноваций, а главный редактор Тимоти Уайт назвал её одновременно «по-настоящему смелым новатором, преодолевающим границы жанров, и ревностным хранителем наследия кантри». Новая коллаборация Харрис, Партон и Ронстадт, Trio II (1999), обеспечила артисткам ещё одну «Грэмми» на троих — за сингл «After the Gold Rush».
Начав в новом тысячелетии активно проявлять не только привычный талант интерпретатора, но и сочинителя, певица получила очередную граммофонную статуэтку за авторский проект Red Dirt Girl (2000). Участие в записи саундтрека к фильму Братьев Коэнов «О, где же ты, брат?» принесло Харрис совместно с другими артистами сразу несколько наград в категории «Альбом года» (в рамках «Грэмми», CMA Awards и IBMA Awards). Будучи пионером американы, Харрис на первой же церемонии Americana Music Honors & Awards (2002) удостоилась премии за жизненные достижения. Череду IBMA Awards в 2003—2004 годах ей обеспечило появление на альбомах Will the Circle Be Unbroken, Vol.3 (Nitty Gritty Dirt Band) и Livin', Lovin', Losin' (трибьют The Louvin Brothers). В 2006-м певица вернулась в кантри-номинации «Грэмми», завоевав награду за новую композицию «The Connection» (бонус-трек с компиляции The Very Best of Emmylou Harris: Heartaches & Highways).
В 2008 году Харрис получила вторую из двух высших почестей в музыке кантри — посвящение в Зал славы кантри. Медальонную церемонию провёл Чарли Лувин, бывший участник дуэта The Louvin Brothers, с чьей песни в 1975 году началась карьера артистки. Организация отметила, что сделав свое творчество общей площадкой для рокеров и слушателей кантри, Харрис привлекла в последний миллионы новых поклонников, а сама стала наиболее почитаемой и успешной представительницей калифорнийского кантри-рока в Нэшвилле и мейнстриме кантри. Записав на пару со своим другом, дуэт-партнёром и бывшим гитаристом The Hot Band Родни Кроуэллом проект Old Yellow Moon (2013), она получила «Грэмми» за «Лучший американа-альбом», а также Americana Music Honors & Awards в категориях «Альбом года» и «Дуэт/группа года». Успех в последней номинации артисты повторили и следующим совместным релизом — Traveling Kind (2015).
В 2015 году певица приняла от Короля Швеции награду Polar Music Prize, часто именуемую в прессе «Нобелевской премией по музыке». Говоря о широко почитаемой в роли дуэт-партнёра Харрис, комитет приза констатировал, что никто в истории популярной музыки не гармонизировал вокальные партии как она, а её сольное творчество отражает историю и топографию всего американского континента. В 2018 году певица получила свою 14-ю «Грэмми» — «За жизненные достижения». Активно занимаясь общественной деятельностью, в том числе по защите животных и борьбе с применением наземных мин, артистка также имеет гуманитарные награды, например, Patrick J. Leahy Humanitarian Award от Фонда американских ветеранов Вьетнама (VVAF).

## Премии

### ACM Awards
Награды Академии музыки кантри. Певица имеет две победы (всего номинирована 13 раз).
| Год  | Категория                        | Номинант                                                 | Итог      | Прим.  |
| ---- | -------------------------------- | -------------------------------------------------------- | --------- | ------ |
| 1975 | «Самая перспективная вокалистка» | Эммилу Харрис                                            | Номинация | [ 26 ] |
| 1976 | «Лучшая вокалистка»              | Эммилу Харрис                                            | Номинация | [ 26 ] |
| 1977 | «Лучшая вокалистка»              | Эммилу Харрис                                            | Номинация | [ 26 ] |
| 1979 | «Альбом года»                    | Blue Kentucky Girl                                       | Номинация | [ 26 ] |
| 1980 | «Лучшая вокалистка»              | Эммилу Харрис                                            | Номинация | [ 26 ] |
| 1981 | «Лучшая вокалистка»              | Эммилу Харрис                                            | Номинация | [ 26 ] |
| 1981 | «Лучший вокальный дуэт»          | Эммилу Харрис и Дон Уильямс                              | Номинация | [ 26 ] |
| 1984 | «Лучшая вокалистка»              | Эммилу Харрис                                            | Номинация | [ 26 ] |
| 1987 | «Альбом года»                    | Trio (с Долли Партон и Линдой Ронстадт)                  | Победа    | [ 27 ] |
| 1998 | «Вокальное событие года»         | «Same Old Train» (с 12 другими артистами)                | Номинация | [ 26 ] |
| 1999 | «Вокальное событие года»         | «After the Gold Rush» (с Долли Партон и Линдой Ронстадт) | Номинация | [ 28 ] |
| 2003 | «Вокальное событие года»         | «Young Man’s Town» (с Винсом Гиллом)                     | Номинация | [ 26 ] |

| Год  | Категория                   | Номинант      | Итог   | Прим.  |
| ---- | --------------------------- | ------------- | ------ | ------ |
| 2011 | Cliffie Stone Pioneer Award | Эммилу Харрис | Победа | [ 32 ] |

### Alabama Music Hall of Fame Awards
Награды Alabama Music Hall of Fame, отмечающие достижения музыкантов из штата Алабама.
| Год  | Категория                                                | Номинант      | Итог      | Прим.  |
| ---- | -------------------------------------------------------- | ------------- | --------- | ------ |
| 1986 | Governor’s Sustained Achievement Award for Popular Music | Эммилу Харрис | Номинация | [ 33 ] |
| 1986 | America’s Music Award                                    | Эммилу Харрис | Номинация | [ 33 ] |
| 1989 | Governor’s Achievement Award for Popular Music           | Эммилу Харрис | Победа    | [ 34 ] |

### American Eagle Award
Награда National Music Council.
| Год  | Основание                                                    | Номинант      | Итог   | Прим.  |
| ---- | ------------------------------------------------------------ | ------------- | ------ | ------ |
| 2016 | Долгосрочный вклад в музыкальную культуру и наследие Америки | Эммилу Харрис | Победа | [ 35 ] |

### American Music Awards
Награды Dick Clark Productions, присуждаемые по итогам опроса слушателей.
| Год  | Категория                   | Номинант      | Итог      | Прим.  |
| ---- | --------------------------- | ------------- | --------- | ------ |
| 1982 | «Любимая кантри-вокалистка» | Эммилу Харрис | Номинация | [ 36 ] |
| 1983 | «Любимая кантри-вокалистка» | Эммилу Харрис | Номинация | [ 37 ] |

### Americana Music Honors & Awards
Награды и почести Ассоциации музыки американа. Харрис имеет четыре победы.
| Год  | Категория                                   | Номинант                            | Итог      | Прим.  |
| ---- | ------------------------------------------- | ----------------------------------- | --------- | ------ |
| 2002 | «За жизненные достижения в исполнительстве» | Эммилу Харрис                       | Победа    | [ 16 ] |
| 2013 | «Дуэт/группа года»                          | Эммилу Харрис и Родни Кроуэлл       | Победа    | [ 19 ] |
| 2013 | «Альбом года»                               | Old Yellow Moon (с Родни Кроуэллом) | Победа    | [ 19 ] |
| 2013 | «Артист года»                               | Эммилу Харрис                       | Номинация | [ 39 ] |
| 2016 | «Дуэт/группа года»                          | Эммилу Харрис и Родни Кроуэлл       | Победа    | [ 20 ] |

### ASCAP Awards
Награды Американского общества композиторов, авторов и издателей авторам самых ротируемых песен года в различных жанрах и награды за особые заслуги.
| Год  | Категория                            | Номинант                          | Итог   | Прим.  |
| ---- | ------------------------------------ | --------------------------------- | ------ | ------ |
| 1990 | «Самые ротируемые кантри-песни года» | «Heartbreak Hill» (Эммилу Харрис) | Победа | [ 40 ] |

| Год  | Категория                       | Номинант      | Итог   | Прим.  |
| ---- | ------------------------------- | ------------- | ------ | ------ |
| 2004 | ASCAP Founders Award            | Эммилу Харрис | Победа | [ 42 ] |
| 2004 | Harry Chapin Humanitarian Award | Эммилу Харрис | Победа | [ 42 ] |

### ASPCA Humane Awards
Награды Американского общества по предотвращению жестокого обращения с животными.
| Год  | Категория         | Номинант      | Итог   | Прим.  |
| ---- | ----------------- | ------------- | ------ | ------ |
| 2024 | Henry Bergh Award | Эммилу Харрис | Победа | [ 44 ] |

### BillboardMusic Awards
Награды американского журнала Billboard, вручаемые с 1990 года как за коммерческие, так и за творческие достижения в музыкальной индустрии.
| Год  | Категория               | Номинант      | Итог   | Прим.  |
| ---- | ----------------------- | ------------- | ------ | ------ |
| 1999 | Billboard Century Award | Эммилу Харрис | Победа | [ 46 ] |

### BillboardTop Country Awards
Награды американского журнала Billboard, отмечавшие успехи артистов в соответствующих кантри-чартах издания за год.
| Год  | Категория                        | Номинант      | Итог   | Прим.  |
| ---- | -------------------------------- | ------------- | ------ | ------ |
| 1976 | «Кантри-артистка года» (альбомы) | Эммилу Харрис | Победа | [ 47 ] |

### Cash BoxAwards
Награды американского журнала Cash Box, отмечавшие успехи артистов в соответствующих чартах издания за год.
| Год  | Категория                                   | Номинант                       | Итог   | Прим.  |
| ---- | ------------------------------------------- | ------------------------------ | ------ | ------ |
| 1978 | «Кантри-кроссвер — высшая дебютная позиция» | Profile/Best of Emmylou Harris | Победа | [ 48 ] |

| Год  | Категория                         | Номинант                                     | Итог   | Прим.  |
| ---- | --------------------------------- | -------------------------------------------- | ------ | ------ |
| 1980 | «Лучший женский кантри-кроссовер» | Эммилу Харрис                                | Победа | [ 49 ] |
| 1987 | «Новая вокальная группа»          | Эммилу Харрис, Долли Партон и Линда Ронстадт | Победа | [ 50 ] |

| Год  | Категория    | Номинант                    | Итог   | Прим.  |
| ---- | ------------ | --------------------------- | ------ | ------ |
| 1982 | «Новый дуэт» | Эммилу Харрис и Дон Уильямс | Победа | [ 51 ] |

### Cash BoxNashville Music Awards
Награды американского журнала Cash Box в области кантри и госпела, вручавшиеся на церемонии Cash Box Nashville Music Awards Show.
| Год  | Категория         | Номинант      | Итог      | Прим.  |
| ---- | ----------------- | ------------- | --------- | ------ |
| 1989 | «Вокалистка года» | Эммилу Харрис | Номинация | [ 52 ] |

### CMA Awards
Награды Ассоциации музыки кантри. Певица имеет три победы (всего номинирована 24 раза).
| Год  | Категория                | Номинант                                                            | Итог      | Прим.  |
| ---- | ------------------------ | ------------------------------------------------------------------- | --------- | ------ |
| 1976 | «Вокалистка года»        | Эммилу Харрис                                                       | Номинация | [ 53 ] |
| 1977 | «Вокалистка года»        | Эммилу Харрис                                                       | Номинация | [ 53 ] |
| 1978 | «Вокалистка года»        | Эммилу Харрис                                                       | Номинация | [ 53 ] |
| 1979 | «Вокалистка года»        | Эммилу Харрис                                                       | Номинация | [ 53 ] |
| 1980 | «Альбом года»            | Roses in the Snow                                                   | Номинация | [ 53 ] |
| 1980 | «Вокалистка года»        | Эммилу Харрис                                                       | Победа    | [ 54 ] |
| 1981 | «Вокалистка года»        | Эммилу Харрис                                                       | Номинация | [ 53 ] |
| 1982 | «Вокальный дуэт года»    | Эммилу Харрис и Дон Уильямс                                         | Номинация | [ 53 ] |
| 1982 | «Вокалистка года»        | Эммилу Харрис                                                       | Номинация | [ 53 ] |
| 1983 | «Вокалистка года»        | Эммилу Харрис                                                       | Номинация | [ 53 ] |
| 1983 | «Вокальный дуэт года»    | Эммилу Харрис и Дон Уильямс                                         | Номинация | [ 53 ] |
| 1984 | «Вокалистка года»        | Эммилу Харрис                                                       | Номинация | [ 53 ] |
| 1984 | «Вокальный дуэт года»    | Эммилу Харрис и Дон Уильямс                                         | Номинация | [ 53 ] |
| 1985 | «Вокалистка года»        | Эммилу Харрис                                                       | Номинация | [ 53 ] |
| 1986 | «Вокалистка года»        | Эммилу Харрис                                                       | Номинация | [ 53 ] |
| 1987 | «Альбом года»            | Trio (с Долли Партон и Линдой Ронстадт)                             | Номинация | [ 53 ] |
| 1987 | «Вокалистка года»        | Эммилу Харрис                                                       | Номинация | [ 53 ] |
| 1988 | «Вокальное событие года» | «We Believe in Happy Endings» (с Эрлом Томасом Конли)               | Номинация | [ 53 ] |
| 1988 | «Вокальное событие года» | Trio (с Долли Партон и Линдой Ронстадт)                             | Победа    | [ 55 ] |
| 1990 | «Вокальное событие года» | «Gulf Coast Highway» (с Вилли Нельсоном)                            | Номинация | [ 53 ] |
| 1999 | «Вокальное событие года» | Trio II (с Долли Партон и Линдой Ронстадт)                          | Номинация | [ 53 ] |
| 1999 | «Вокальное событие года» | «Same Old Train» (с 12 другими артистами)                           | Номинация | [ 53 ] |
| 2001 | «Вокальное событие года» | «Didn’t Leave Nobody But the Baby» (с Элисон Краусс и Гиллиан Уэлч) | Номинация | [ 53 ] |
| 2001 | «Альбом года»            | O Brother, Where Art Thou? (с 14 другими артистами)                 | Победа    | [ 56 ] |

### Country Gazette Awards
Награды нидерландского журнала Country Gazette, присуждавшиеся по итогам голосования читателей.
| Год  | Категория                                   | Номинант      | Итог   | Прим.  |
| ---- | ------------------------------------------- | ------------- | ------ | ------ |
| 1977 | «Лучшая кантри-певица года»                 | Эммилу Харрис | Победа | [ 57 ] |
| 1977 | «Лучший кантри-альбом года»                 | Elite Hotel   | Победа | [ 57 ] |
| 1977 | «Лучшая аккомпанирующая кантри-группа года» | The Hot Band  | Победа | [ 57 ] |
| 1983 | «Лучшая кантри-исполнительница года»        | Эммилу Харрис | Победа | [ 58 ] |

### Country Music PeopleAwards
Награды британского журнала Country Music People.
| Год  | Категория                    | Номинант      | Итог   | Прим.  |
| ---- | ---------------------------- | ------------- | ------ | ------ |
| 1991 | «Зарубежная вокалистка года» | Эммилу Харрис | Победа | [ 59 ] |

### Dale Franklin Award
Награда некоммерческой образовательной организации Leadership Music.
| Год  | Основание                                                              | Номинант      | Итог   | Прим.  |
| ---- | ---------------------------------------------------------------------- | ------------- | ------ | ------ |
| 2006 | Демонстрация лучших лидерских качеств и лидерство собственным примером | Эммилу Харрис | Победа | [ 62 ] |

### Edison Pop Awards
Награды нидерландской организации Edison Stichting (Фонд имени Эдисона).
| Год  | Категория                         | Номинант                                | Итог   | Прим.  |
| ---- | --------------------------------- | --------------------------------------- | ------ | ------ |
| 1978 | «Лучший зарубежный альбом»        | Quarter Moon in a Ten Cent Town         | Победа | [ 63 ] |
| 1988 | «Лучший зарубежный кантри-альбом» | Trio (с Долли Партон и Линдой Ронстадт) | Победа | [ 64 ] |

### GavinAwards
Награды американского журнала Gavin Report.
| Год  | Категория                                                 | Номинант               | Итог      | Прим.  |
| ---- | --------------------------------------------------------- | ---------------------- | --------- | ------ |
| 1996 | A3: «Артист года»                                         | Эммилу Харрис          | Номинация | [ 65 ] |
| 1996 | A3: «Альбом года»                                         | Wrecking Ball          | Номинация | [ 65 ] |
| 1999 | Triple A: «Артист и альбом года» (импринт или инди-лейбл) | Эммилу Харрис и Spyboy | Номинация | [ 66 ] |

### Grammy Awards
Награды Национальной академии искусства и науки звукозаписи. Певица имеет 14 побед (всего номинирована 48 раз).
| Год  | Категория                                               | Номинант                                                            | Итог      | Прим.  |
| ---- | ------------------------------------------------------- | ------------------------------------------------------------------- | --------- | ------ |
| 1976 | «Лучшее женское вокальное кантри-исполнение»            | «If I Could Only Win Your Love»                                     | Номинация | [ 68 ] |
| 1977 | «Лучшее женское вокальное кантри-исполнение»            | Elite Hotel                                                         | Победа    | [ 69 ] |
| 1977 | «Лучшее женское вокальное поп-исполнение»               | «Here, There and Everywhere»                                        | Номинация | [ 68 ] |
| 1978 | «Лучшее женское вокальное кантри-исполнение»            | «Making Believe»                                                    | Номинация | [ 68 ] |
| 1979 | «Лучшее женское вокальное кантри-исполнение»            | Quarter Moon in a Ten Cent Town                                     | Номинация | [ 68 ] |
| 1980 | «Лучшее женское вокальное кантри-исполнение»            | Blue Kentucky Girl                                                  | Победа    | [ 70 ] |
| 1981 | «Лучшее кантри-исполнение дуэтом или группой с вокалом» | «That Lovin’ You Feelin’ Again» (с Роем Орбисоном)                  | Победа    | [ 71 ] |
| 1981 | «Лучшее женское вокальное кантри-исполнение»            | Roses in the Snow                                                   | Номинация | [ 68 ] |
| 1982 | «Лучшее кантри-исполнение дуэтом или группой с вокалом» | «If I Needed You» (с Доном Уильямсом)                               | Номинация | [ 68 ] |
| 1983 | «Лучшее женское вокальное кантри-исполнение»            | Cimarron                                                            | Номинация | [ 68 ] |
| 1983 | «Лучшее кантри-исполнение дуэтом или группой с вокалом» | «Love Hurts» (с Грэмом Парсонсом)                                   | Номинация | [ 68 ] |
| 1984 | «Лучшее женское вокальное кантри-исполнение»            | Last Date                                                           | Номинация | [ 68 ] |
| 1985 | «Лучшее женское вокальное кантри-исполнение»            | «In My Dreams»                                                      | Победа    | [ 72 ] |
| 1986 | «Лучшее женское вокальное кантри-исполнение»            | The Ballad of Sally Rose                                            | Номинация | [ 68 ] |
| 1987 | «Лучшее женское вокальное кантри-исполнение»            | «Today I Started Loving You Again»                                  | Номинация | [ 68 ] |
| 1988 | «Лучшее кантри-исполнение дуэтом или группой с вокалом» | Trio (с Долли Партон и Линдой Ронстадт)                             | Победа    | [ 73 ] |
| 1988 | «Лучшее вокальное кантри-исполнение дуэтом»             | «You Are» (с Гленом Кэмпбеллом)                                     | Номинация | [ 68 ] |
| 1988 | «Лучшее женское вокальное кантри-исполнение»            | Angel Band                                                          | Номинация | [ 68 ] |
| 1988 | «Альбом года»                                           | Trio (с Долли Партон и Линдой Ронстадт)                             | Номинация | [ 68 ] |
| 1989 | «Лучшее женское вокальное кантри-исполнение»            | «Back in Baby’s Arms»                                               | Номинация | [ 68 ] |
| 1989 | «Лучшее совместное кантри-исполнение с вокалом»         | «We Believe in Happy Endings» (с Эрлом Томасом Конли)               | Номинация | [ 68 ] |
| 1990 | «Лучшее женское вокальное кантри-исполнение»            | Bluebird                                                            | Номинация | [ 68 ] |
| 1990 | «Лучшее совместное кантри-исполнение с вокалом»         | «Will the Circle Be Unbroken» (с пятью другими артистами)           | Номинация | [ 68 ] |
| 1992 | «Лучшее инструментальное кантри-исполнение»             | «Scotland» (с The Nash Ramblers)                                    | Номинация | [ 68 ] |
| 1993 | «Лучшее кантри-исполнение дуэтом или группой с вокалом» | At the Ryman (с The Nash Ramblers)                                  | Победа    | [ 74 ] |
| 1994 | «Лучшее женское вокальное кантри-исполнение»            | «High Powered Love»                                                 | Номинация | [ 68 ] |
| 1996 | «Лучший альбом современного фолка»                      | Wrecking Ball                                                       | Победа    | [ 75 ] |
| 1999 | «Лучшее совместное кантри-исполнение с вокалом»         | «Same Old Train» (с 12 другими артистами)                           | Победа    | [ 12 ] |
| 1999 | «Лучшее женское вокальное кантри-исполнение»            | «Love Still Remains»                                                | Номинация | [ 68 ] |
| 1999 | «Лучший альбом современного фолка»                      | Spyboy                                                              | Номинация | [ 68 ] |
| 2000 | «Лучшее совместное кантри-исполнение с вокалом»         | «After the Gold Rush» (с Долли Партон и Линдой Ронстадт)            | Победа    | [ 12 ] |
| 2000 | «Лучший альбом современного фолка»                      | Western Wall: The Tucson Sessions (с Линдой Ронстадт)               | Номинация | [ 68 ] |
| 2000 | «Лучший кантри-альбом»                                  | Trio II (с Долли Партон и Линдой Ронстадт)                          | Номинация | [ 68 ] |
| 2001 | «Лучшее женское вокальное кантри-исполнение»            | «Ordinary Heart»                                                    | Номинация | [ 68 ] |
| 2001 | «Лучший альбом современного фолка»                      | Red Dirt Girl                                                       | Победа    | [ 12 ] |
| 2002 | «Лучший альбом года»                                    | O Brother, Where Art Thou? (с 14 другими артистами)                 | Победа    | [ 76 ] |
| 2002 | «Лучшее совместное кантри-исполнение с вокалом»         | «Didn’t Leave Nobody But the Baby» (с Элисон Краусс и Гиллиан Уэлч) | Номинация | [ 68 ] |
| 2003 | «Лучшее совместное кантри-исполнение с вокалом»         | «Flesh and Blood» (с Мэри Чапин Карпентер и Шерил Кроу)             | Номинация | [ 68 ] |
| 2004 | «Лучший альбом современного фолка»                      | Stumble Into Grace                                                  | Номинация | [ 68 ] |
| 2006 | «Лучшее совместное кантри-исполнение с вокалом»         | «Shelter from the Storm» (с Родни Кроуэллом)                        | Номинация | [ 68 ] |
| 2006 | «Лучшее женское вокальное кантри-исполнение»            | «The Connection»                                                    | Победа    | [ 77 ] |
| 2007 | «Лучший альбом современного фолка»                      | All the Roadrunning (с Марком Нопфлером)                            | Номинация | [ 68 ] |
| 2009 | «Лучший альбом современного фолка»                      | All I Intended to Be                                                | Номинация | [ 68 ] |
| 2012 | «Лучший американа-альбом»                               | Hard Bargain                                                        | Номинация | [ 68 ] |
| 2014 | «Лучший американа-альбом»                               | Old Yellow Moon (с Родни Кроуэллом)                                 | Победа    | [ 19 ] |
| 2016 | «Лучший американа-альбом»                               | The Travelling Kind (с Родни Кроуэллом)                             | Номинация | [ 78 ] |
| 2016 | «Лучшая roots-песня»                                    | «The Travelling Kind» (с Родни Кроуэллом и Кори Чизелом)            | Номинация | [ 78 ] |

| Год  | Категория                 | Номинант      | Итог   | Прим.  |
| ---- | ------------------------- | ------------- | ------ | ------ |
| 2018 | «За жизненные достижения» | Эммилу Харрис | Победа | [ 23 ] |

### Harmony Award
Награда Нэшвиллского симфонического оркестра.
| Год  | Основание                                                               | Номинант      | Итог   | Прим.  |
| ---- | ----------------------------------------------------------------------- | ------------- | ------ | ------ |
| 1995 | Значительный вклад в развитие и признание музыкальной культуры Нэшвилла | Эммилу Харрис | Победа | [ 79 ] |

### Hot PressCritics' Choice
Ежегодное голосование критиков ирландского музыкального журнала Hot Press.
| Год  | Категория            | Номинант      | Итог   | Прим.  |
| ---- | -------------------- | ------------- | ------ | ------ |
| 2000 | «Лучший альбом года» | Red Dirt Girl | Победа | [ 80 ] |

### IBMA Awards
Награды Международной ассоциации блюграсса. Певица имеет четыре победы.
| Год  | Категория                     | Номинант                                                                      | Итог      | Прим.  |
| ---- | ----------------------------- | ----------------------------------------------------------------------------- | --------- | ------ |
| 1992 | «Альбом года»                 | At the Ryman (с The Nash Ramblers)                                            | Номинация | [ 82 ] |
| 1992 | «Песня года»                  | «Walls of Time» (с The Nash Ramblers)                                         | Номинация | [ 82 ] |
| 1992 | «Вокалистка года»             | Эммилу Харрис                                                                 | Номинация | [ 82 ] |
| 1993 | «Вокалистка года»             | Эммилу Харрис                                                                 | Номинация | [ 83 ] |
| 2001 | «Альбом года»                 | O Brother, Where Art Thou? (с 14 другими артистами)                           | Победа    | [ 84 ] |
| 2002 | «Альбом года»                 | Down from the Mountain (с 10 другими артистами)                               | Победа    | [ 85 ] |
| 2003 | «Записанное мероприятие года» | Will the Circle Be Unbroken, Volume III (с 30 другими артистами)              | Победа    | [ 84 ] |
| 2004 | «Записанное мероприятие года» | Livin', Lovin', Losin': Songs of the Louvin Brothers (с 29 другими артистами) | Победа    | [ 84 ] |

### International Country Music Awards
Награды, присуждавшиеся по итогам голосования читателей британских журналов Country Music People и Country Music Roundup.
| Год  | Категория                                    | Номинант      | Итог   | Прим.  |
| ---- | -------------------------------------------- | ------------- | ------ | ------ |
| 1976 | «Самый перспективный зарубежный исполнитель» | Эммилу Харрис | Победа | [ 86 ] |
| 1982 | «Лучшая зарубежная певица»                   | Эммилу Харрис | Победа | [ 87 ] |
| 1983 | «Лучшая зарубежная певица»                   | Эммилу Харрис | Победа | [ 88 ] |

### MSPCA-Angell Awards
Награды некоммерческой организации по предотвращению жестокого обращения с животными MSPCA-Angell.
| Год  | Категория                           | Номинант      | Итог   | Прим.  |
| ---- | ----------------------------------- | ------------- | ------ | ------ |
| 2008 | George T. Angell Humanitarian Award | Эммилу Харрис | Победа | [ 42 ] |

### Music City NewsAwards
Награды журнала Music City News, присуждавшиеся по итогам голосования читателей (с 1990 года преобразована в Music City News / TNN Awards).
| Год  | Категория                     | Номинант                                | Итог      | Прим.  |
| ---- | ----------------------------- | --------------------------------------- | --------- | ------ |
| 1980 | «Артистка года»               | Эммилу Харрис                           | Номинация | [ 92 ] |
| 1980 | «Альбом года»                 | Blue Kentucky Girl                      | Номинация | [ 92 ] |
| 1981 | «Артистка года»               | Эммилу Харрис                           | Номинация | [ 93 ] |
| 1981 | «Блюграсс-группа года»        | Emmylou Harris' Hot Band                | Номинация | [ 93 ] |
| 1982 | «Вокалистка года»             | Эммилу Харрис                           | Номинация | [ 94 ] |
| 1982 | «Дуэт года»                   | Эммилу Харрис и Дон Уильямс             | Номинация | [ 94 ] |
| 1982 | «Блюграсс-исполнитель года»   | Emmylou Harris' Hot Band                | Номинация | [ 94 ] |
| 1983 | «Блюграсс-исполнитель года»   | Emmylou Harris' Hot Band                | Номинация | [ 95 ] |
| 1984 | «Блюграсс-исполнитель года»   | Emmylou Harris' Hot Band                | Номинация | [ 96 ] |
| 1988 | «Альбом года»                 | Trio (с Долли Партон и Линдой Ронстадт) | Номинация | [ 97 ] |
| 1988 | «Вокальная коллаборация года» | Trio (с Долли Партон и Линдой Ронстадт) | Победа    | [ 91 ] |

### Music City News /TNN Awards
Совместные награды журнала Music City News и телеканала The Nashville Network, присуждавшиеся по итогам голосования читателей/зрителей.
| Год  | Категория          | Номинант      | Итог   | Прим.   |
| ---- | ------------------ | ------------- | ------ | ------- |
| 1992 | Minnie Pearl Award | Эммилу Харрис | Победа | [ 101 ] |

### Music WeekAwards
Награды британского музыкального журнала Music Week.
| Год  | Категория              | Номинант                                | Итог   | Прим.   |
| ---- | ---------------------- | --------------------------------------- | ------ | ------- |
| 1988 | «Лучший кантри-альбом» | Trio (с Долли Партон и Линдой Ронстадт) | Победа | [ 102 ] |

### NARM Awards
Награды Национальной ассоциации мерчандайзеров звукозаписи.
| Год  | Категория                                                 | Номинант                                | Итог      | Прим.   |
| ---- | --------------------------------------------------------- | --------------------------------------- | --------- | ------- |
| 1978 | «Самый продаваемый лонгплей, записанный кантри-артисткой» | Luxury Liner                            | Номинация | [ 103 ] |
| 1981 | «Самый продаваемый кантри-альбом, записанный артисткой»   | Roses in the Snow                       | Номинация | [ 104 ] |
| 1982 | «Самый продаваемый кантри-альбом, записанный артисткой»   | Evangeline                              | Номинация | [ 105 ] |
| 1986 | «Самый продаваемый кантри-альбом, записанный артисткой»   | The Ballad of Sally Rose                | Номинация | [ 106 ] |
| 1988 | «Самый продаваемый кантри-альбом, записанный группой»     | Trio (с Долли Партон и Линдой Ронстадт) | Победа    | [ 107 ] |

### Nashville Music Awards
Награды некоммерческой образовательной организации Leadership Music, присуждавшиеся по итогам опроса слушателей.
| Год  | Категория            | Номинант      | Итог      | Прим.   |
| ---- | -------------------- | ------------- | --------- | ------- |
| 1996 | «Лучший фолк-альбом» | Wrecking Ball | Победа    | [ 108 ] |
| 1999 | «Лучший инди-альбом» | Spyboy        | Победа    | [ 109 ] |
| 1999 | «Вокалистка года»    | Эммилу Харрис | Номинация | [ 110 ] |
| 2000 | «Вокалистка года»    | Эммилу Харрис | Победа    | [ 111 ] |

### National Cowgirl Hall of Fame Awards
Награды National Cowgirl Hall of Fame.
| Год  | Категория                       | Номинант      | Итог   | Прим.  |
| ---- | ------------------------------- | ------------- | ------ | ------ |
| 1996 | Patsy Montana Entertainer Award | Эммилу Харрис | Победа | [ 42 ] |

### OorAwards
Награды нидерландского музыкального журнала Oor.
| Год  | Категория                | Номинант      | Итог   | Прим.  |
| ---- | ------------------------ | ------------- | ------ | ------ |
| 1976 | «Лучшая вокалистка года» | Эммилу Харрис | Победа | [ 57 ] |

### Orville H. Gibson Guitar Awards
Награды компании Gibson. Певица имеет две победы.
| Год  | Категория                                    | Номинант      | Итог   | Прим.   |
| ---- | -------------------------------------------- | ------------- | ------ | ------- |
| 1996 | Orville H. Gibson Lifetime Achievement Award | Эммилу Харрис | Победа | [ 113 ] |
| 2001 | «Лучшая акустическая гитаристка»             | Эммилу Харрис | Победа | [ 114 ] |

### Polar Music Prize
Награда Stig Anderson Music Award Foundation (непосредственно вручается Королём Швеции). Учреждена в качестве эквивалента Нобелевской премии по музыке.
| Год  | Основание                                                       | Номинант      | Итог   | Прим.  |
| ---- | --------------------------------------------------------------- | ------------- | ------ | ------ |
| 2015 | Значительные достижения в музыке и/или музыкальной деятельности | Эммилу Харрис | Победа | [ 21 ] |

### Record WorldAwards
Награды американского журнала Record World, отмечавшие успехи артистов в чартах издания за год.
| Год  | Категория           | Номинант      | Итог   | Прим.   |
| ---- | ------------------- | ------------- | ------ | ------- |
| 1977 | «Лучшая вокалистка» | Эммилу Харрис | Победа | [ 118 ] |

### Spirit of the West Award
Награда Autry National Center of the American West.
| Год  | Основание                                                                | Номинант      | Итог   | Прим.   |
| ---- | ------------------------------------------------------------------------ | ------------- | ------ | ------- |
| 2015 | Значительный вклад в искусство, культуру и наследие американского Запада | Эммилу Харрис | Победа | [ 119 ] |

### TNN Viewers' Choice Awards
Награды телеканала The Nashville Network, присуждавшиеся по итогам голосования зрителей (с 1990 года преобразована в Music City News / TNN Awards).
| Год  | Категория            | Номинант                                | Итог      | Прим.   |
| ---- | -------------------- | --------------------------------------- | --------- | ------- |
| 1982 | «Любимая вокалистка» | Эммилу Харрис                           | Номинация | [ 120 ] |
| 1988 | «Любимый альбом»     | Trio (с Долли Партон и Линдой Ронстадт) | Номинация | [ 120 ] |

### VVAF Awards
Награды Фонда американских ветеранов Вьетнама.
| Год  | Категория                           | Номинант      | Итог   | Прим.  |
| ---- | ----------------------------------- | ------------- | ------ | ------ |
| 2002 | Patrick J. Leahy Humanitarian Award | Эммилу Харрис | Победа | [ 24 ] |

## Почётные статусы

### Посвящения в залы славы
| Год  | Зал славы                     | Присуждающая институция                             | Номинант                                | Итог       | Прим.   |
| ---- | ----------------------------- | --------------------------------------------------- | --------------------------------------- | ---------- | ------- |
| 1985 | WAMA Hall of Fame             | Washington Area Music Association                   | Эммилу Харрис                           | Посвящение | [ 123 ] |
| 1994 | Alabama Music Hall of Fame    | Alabama Music Hall of Fame                          | Эммилу Харрис                           | Номинация  | [ 124 ] |
| 2003 | Alabama Music Hall of Fame    | Alabama Music Hall of Fame                          | Эммилу Харрис                           | Посвящение | [ 42 ]  |
| 2008 | Country Music Hall of Fame    | Ассоциация музыки кантри                            | Эммилу Харрис                           | Посвящение | [ 17 ]  |
| 2011 | Blue Ridge Music Hall of Fame | Wilkes Heritage Museum                              | Эммилу Харрис                           | Посвящение | [ 125 ] |
| 2014 | Goldmine Hall of Fame         | Goldmine                                            | Эммилу Харрис                           | Посвящение | [ 126 ] |
| 2021 | Grammy Hall of Fame           | Национальная академия искусства и науки звукозаписи | Trio (с Долли Партон и Линдой Ронстадт) | Посвящение | [ 127 ] |
| 2025 | Grammy Hall of Fame           | Национальная академия искусства и науки звукозаписи | Wrecking Ball                           | Посвящение | [ 128 ] |

### Включения в аллеи славы
| Год  | Аллея славы                                 | Присуждающая институция                         | Номинант                                  | Итог      | Прим.   |
| ---- | ------------------------------------------- | ----------------------------------------------- | ----------------------------------------- | --------- | ------- |
| 1991 | Country Music Hall of Fame Walkway of Stars | Ассоциация музыки кантри                        | Эммилу Харрис                             | Звезда    | [ 129 ] |
| 1993 | Grammy Starwalk                             | NARAS (филиал в Нэшвилле)                       | Эммилу Харрис                             | Плита     | [ 130 ] |
| 2007 | Music City Walk of Fame                     | Nashville Convention & Visitors Corp Foundation | Эммилу Харрис                             | Звезда    | [ 131 ] |
| 2018 | Hollywood Walk of Fame                      | Голливудская торговая палата                    | Эммилу Харрис Долли Партон Линда Ронстадт | Номинация | [ 134 ] |

### Почётные членства
| Год  | Институция                            | Присуждающая институция               | Номинант      | Итог     | Прим.   |
| ---- | ------------------------------------- | ------------------------------------- | ------------- | -------- | ------- |
| 1992 | Grand Ole Opry                        | Grand Ole Opry                        | Эммилу Харрис | Членство | [ 135 ] |
| 2009 | Американская академия искусств и наук | Американская академия искусств и наук | Эммилу Харрис | Членство | [ 137 ] |

### Почётные степени
| Год  | Степень                | Присуждающая институция                   | Номинант      | Итог        | Прим.   |
| ---- | ---------------------- | ----------------------------------------- | ------------- | ----------- | ------- |
| 2009 | Почётный доктор музыки | Музыкальный колледж Беркли                | Эммилу Харрис | Присуждение | [ 139 ] |
| 2021 | Почётный доктор        | Университет Северной Каролины в Гринсборо | Эммилу Харрис | Присуждение | [ 140 ] |

## Рейтинги и перечни

### Списки артистов
| Год  | Список                                           | Артист                                       | Позиция | Составитель   | Прим.   |
| ---- | ------------------------------------------------ | -------------------------------------------- | ------- | ------------- | ------- |
| 1982 | «100 тяжеловесов музыки кантри»                  | Эммилу Харрис                                | —       | Esquire       | [ 141 ] |
| 1998 | «100 величайших женщин в рок-н-ролле»            | Эммилу Харрис                                | 22      | VH1           | [ 142 ] |
| 1999 | «50 самых красивых людей мира»                   | Эммилу Харрис                                | —       | People        | [ 143 ] |
| 2002 | «40 величайших женщин в музыке кантри»           | Эммилу Харрис                                | 5       | CMT           | [ 144 ] |
| 2005 | «20 величайших кантри-групп»                     | Emmylou Harris & The Hot Band                | 1       | CMT           | [ 145 ] |
| 2013 | «10 лучших трио в музыке кантри»                 | Долли Партон, Линда Ронстадт и Эммилу Харрис | —       | CMT           | [ 146 ] |
| 2014 | «Топ-40 всех времён: по мнению кантри-артистов»  | Эммилу Харрис                                | 33      | CMT           | [ 148 ] |
| 2016 | «100 величайших кантри-артистов всех времён»     | Эммилу Харрис                                | 51      | Billboard     | [ 149 ] |
| 2017 | «100 величайших кантри-артистов всех времён»     | Эммилу Харрис                                | 58      | Rolling Stone | [ 150 ] |
| 2018 | «60 величайших женщин-авторов песен всех времён» | Эммилу Харрис                                | 44      | The Telegraph | [ 151 ] |
| 2023 | «200 величайших вокалистов всех времён»          | Эммилу Харрис                                | 79      | Rolling Stone | [ 152 ] |

### Списки работ
| Год  | Список                                                     | Работа                                                           | Позиция | Составитель                        | Прим.   |
| ---- | ---------------------------------------------------------- | ---------------------------------------------------------------- | ------- | ---------------------------------- | ------- |
| 1998 | «1000 лучших альбомов всех времён»                         | Pieces of the Sky                                                | 801     | Колин Ларкин                       | [ 153 ] |
| 2003 | «500 величайших синглов в музыке кантри»                   | «Love Hurts» (Грэм Парсонс feat. Эммилу Харрис)                  | 149     | Билл Фрискиц-Уоррен Дэвид Кантвелл | [ 154 ] |
| 2003 | «500 величайших синглов в музыке кантри»                   | «Those Memories of You» (с Долли Партон и Линдой Ронстадт)       | 377     | Билл Фрискиц-Уоррен Дэвид Кантвелл | [ 155 ] |
| 2006 | «1001 песня: великие песни всех времён»                    | «Sin City»                                                       | —       | Тоби Кресвелл                      | [ 156 ] |
| 2006 | «1001 песня: великие песни всех времён»                    | «Wrecking Ball»                                                  | —       | Тоби Кресвелл                      | [ 157 ] |
| 2008 | «1000 записей, которые стоит услышать, прежде чем умереть» | Pieces of the Sky                                                | —       | Том Мун                            | [ 158 ] |
| 2011 | «1001 альбом, которые нужно услышать, прежде чем умереть»  | Pieces of the Sky                                                | —       | Роберт Даймери                     | [ 159 ] |
| 2011 | «1001 альбом, которые нужно услышать, прежде чем умереть»  | Trio (с Долли Партон и Линдой Ронстадт)                          | —       | Роберт Даймери                     | [ 160 ] |
| 2011 | «1001 альбом, которые нужно услышать, прежде чем умереть»  | Red Dirt Girl                                                    | —       | Роберт Даймери                     | [ 161 ] |
| 2013 | «1001 песня, которые нужно услышать, прежде, чем умереть»  | «Boulder to Birmingham»                                          | —       | Роберт Даймери                     | [ 162 ] |
| 2013 | «1001 песня, которые нужно услышать, прежде, чем умереть»  | «Oh My Sweet Carolina» (Райан Адамс feat. Эммилу Харрис)         | —       | Роберт Даймери                     | [ 163 ] |
| 2017 | «150 величайших альбомов, созданных женщинами»             | Wrecking Ball                                                    | 46      | NPR Линкольн-центр                 | [ 164 ] |
| 2019 | «100 величайших кантри-песен всех времён»                  | «Love Hurts» (Эммилу Харрис и Грэм Парсонс)                      | —       | The Tennessean                     | [ 165 ] |
| 2019 | «100 величайших кантри-песен всех времён»                  | «Even Cowgirls Get the Blues» (с Долли Партон и Линдой Ронстадт) | —       | The Tennessean                     | [ 165 ] |
| 2022 | «100 величайших кантри-альбомов всех времён»               | Trio (с Долли Партон и Линдой Ронстадт)                          | 47      | Rolling Stone                      | [ 166 ] |
| 2022 | «100 величайших кантри-альбомов всех времён»               | Pieces of the Sky                                                | 33      | Rolling Stone                      | [ 167 ] |
| 2023 | «100 лучших обложек альбомов всех времён»                  | Blue Kentucky Girl                                               | 83      | Billboard                          | [ 168 ] |
| 2023 | «70 лучших альт-кантри-альбомов всех времён»               | Wrecking Ball                                                    | 9       | Paste                              | [ 169 ] |
| 2024 | «200 величайших кантри-песен всех времён»                  | «Boulder to Birmingham»                                          | 153     | Rolling Stone                      | [ 170 ] |
| 2025 | «100 лучших кантри-песен всех времён»                      | «Boulder to Birmingham»                                          | 76      | Billboard                          | [ 171 ] |

## Комментарии
1. 1 2 3  Наряду с Харрис, в записи песни участвовали Клинт Блэк, Джо Диффи, Мерл Хаггард, Элисон Краусс, Патти Лавлесс, Эрл Скраггс, Рики Скэггс, Марти Стюарт, Пэм Тиллис, Рэнди Трэвис, Трэвис Тритт и Дуайт Йокам.
2. ↑  Отмечает «индивидуумов, которые являются новаторами в жанре кантри-музыки»[29]. Относится к числу специальных наград, вручаемых по решению совета директоров академии на отдельной церемонии ACM Honors[30]. Мероприятие состоялось в Ryman Auditorium, где Харрис чествовали песнями Родни Кроуэлл, Ти Боун Бернетт, Бадди Миллер и The Secret Sisters[31].
3. ↑  В рамках церемонии награждения состоялось первое за почти 30 лет воссоединение Харрис с оригинальным составом её аккомпанирующей группы The Hot Band (Джеймс Бёртон, Глен Хардин, Родни Кроуэлл, Эмори Горди, Хэнк Девито и Джон Уэйр). В ходе мероприятия певица и её бывшие музыканты вместе исполнили песни  «Ooh Las Vegas», «Too Far Gone» и «Boulder to Birmingham»[41].
4. ↑  Присуждается за «проявление исключительного лидерства, сострадания и приверженности делу защиты благополучия животных»[43].
5. ↑  Награду Харрис в ходе церемонии в MGM Grand Las Vegas вручила Сара Маклахлан[45].
6. 1 2 3  Наряду с Харрис, в записи альбома участвовали Норман Блейк, James Carter & The Prisoners, The Cox Family, Fairfield Four, Джон Хартфорд, Крис Томас Кинг, Элисон Краусс, Гэрри Макклинток, The Peasall Sisters, The Soggy Bottom Boys, Ральф Стэнли, The Stanley Brothers, Гиллиан Уэлч, The Whites.
7. 1 2  Организация проводит обучающие курсы, направленные на улучшение коммуникации и взаимопонимания между различными отраслями индустрии развлечений и повышение эффективности принимаемых лидерами индустрии решений[60].
8. ↑  Состоявшуюся в Нэшвилле церемонию награждения певицы провёл Элвис Костелло. В ходе мероприятия лауреата чествовали песенными номерами Дэйв Мэтьюс, Стив Эрл и Эллисон Мурер, Патти Гриффин, Гиллиан Уэлч и Дэвид Роллингз, Родни Кроуэлл, Костелло и другие артисты[61].
9. ↑  Наряду с Харрис, в записи песни участвовали Рой Экафф, Джонни Кэш, Левон Хелм, Рики Скэггс и Nitty Gritty Dirt Band.
10. ↑  Наряду с Харрис, в записи альбома участвовали Fairfield Four, Джон Хартфорд, Alison Krauss & Union Station, Дэн Таймински, The Cox Family, Гиллиан Уэлч, Дэвид Ролингз, The Whites, Крис Томас Кинг и Колин Линден.
11. ↑  Наряду с Харрис, в записи альбома участвовали Nitty Gritty Dirt Band, Матрейса Берг, Сэм Буш, Джун Картер Кэш, Джонни Кэш, Вассар Клементс, Айрис Демент, Родни Диллард, Джерри Даглас, Глен Данкан, Винс Гилл, Джош Грэйвс, Джейми Ханна, Тадж Махал, Джимми Мартин, Дел Маккури, Робби Маккури, Ронни Маккури, Джонатан Макьюэн, Nashville Bluegrass Band, Вилли Нельсон, Том Петти, Тони Райс, Эрл Скраггс, Рэнди Скраггс, Рики Скэггс, Док Уотсон, Ричард Уотсон, Гленн Уорф и Дуайт Йокам.
12. ↑  Наряду с Харрис, в записи альбома участвовали Джо Николс, Ронда Винсент, Родни Кроуэлл, Джеймс Тейлор, Элисон Краусс, Винс Гилл, Терри Кларк, Мерл Хаггард, Карл Джексон, Ронни Данн, Ребекка Линн Ховард, Глен Кэмпбелл, Лесли Сэтчир, Кэти Лувин, Памела Браун Хэйс, Линда Ронстадт, Патти Лавлесс, Джон Рэндалл, Харли Аллен, Диркс Бентли, Ларри Кордл, Джерри Сэлли, Долли Партон, Соня Айзекс, Марти Стюарт, Дел Маккури, Пэм Тиллис, Джонни Кэш и The Jordanaires.
13. ↑  Высшая награда организации[89]. Присуждается персоне, продемонстрировашей исключительную, пожизненную приверженность животным, их благополучию и качеству жизни[90].
14. ↑  Награда вручалась за гуманитарную деятельность. Лауреата в ходе церемонии объявил и представил чемпион гонок NASCAR Ричард Петти. Харрис на мероприятии присутствовать не смогла, и прокомментировала свою победу в снятом заранее видеообращении[99]. Аналогично в формате предзаписанного видео певицу поздравил Билл Монро, а также экс-музыканты её акомпанирующих коллективов Винс Гилл и Родни Кроуэлл[100].
15. ↑  Присуджается тем, чья работа в сфере развлечений продолжает продвигать традиции девушек-ковбоев в таких областях как кино, телевидение, музыка, литература и театр[112].
16. ↑  В ходе состоявшейся в Стокгольме церемонии награждения и последующего банкета Харрис чествовали песенными номерами Нина Перссон («Tulsa Queen»), Йилл Юнсон («Boulder to Birmingham»), First Aid Kit («Emmylou», «Red Dirt Girl»), Анна Тернхейм («Goodbye») и другие шведские артисты[117].
17. ↑  Харрис награждена за «гуманитарные усилия, которые значительно продвинули борьбу с наземными минами, повысив осведомлённость о проблеме и усилив поддержку пострадавших»[121]. Премия названа в честь сенатора Патрика Лэхи в связи с его работой над проблемой ликвидации наземных мин. Церемонию награждения провели президент фонда Бобби Мюллер и сам Лэхи[122].
18. ↑  Посвящение в рамках медальонной церемонии осуществил Чарли Лувин. В ходе мероприятия песенными номерами Харрис чествовали Винс Гилл («Drifting Too Far from the Shore»), Патти Гриффин и Бадди Миллер («Love Hurts»), Люсинда Уильямс («Boulder to Birmingham»), Гай Кларк («Bang the Drum Slowly») и другие артисты.
19. ↑  Согласно правилам аллеи, лауреаты в течение двух лет с момента их оглашения должны сами назначить дату открытия звезды, иначе решение о присуждении почести аннулируется[132]. Трио необходимой инициативы не проявило, и по состоянию на 2024 год звезда не установлена[133].
20. ↑  Приём в члены осуществил Рой Экафф[8].
21. ↑  Харрис избрана в качестве независимого члена в области «Гуманитарные науки и искусства» и по специализации «Исполнительские искусства»[136].
22. ↑  Присуждение состоялось в ходе фестиваля Hardly Strictly Bluegrass, непосредственно перед началом выступления Харрис. Церемонию провёл президент вуза Роджер Браун при участии почётных докторов музыки Эрла Скраггса и Линды Ронстадт[138].
23. ↑  В списке представлен широкий круг связанных с жанром профессионалов: от звукоинженеров и журналистов до топ-менеджеров и артистов. Хотя в перечне имеется возрастающая нумерация, она лишь следует за общим движением списка от начала к концу алфавита.
24. ↑  Список составлен по итогам опроса кантри-звёзд, которые без жанровых ограничений называли своих любимых исполнителей (в диапазоне от Хэнка Уильямса, Элвиса Пресли и Рэя Чарльза до Майкла Джексона, группы U2 и Тейлор Свифт)[147].
25. ↑  Рейтинг составлен путём обобщения данных чартов Hot Country Songs и Top Country Albums с 20 октября 1958-го и 11 января 1964-го соответственно по 4 июня 2016 года.